# Grobnica leoparda
Grobnica leoparda (talijanski: Tomba dei Leopardi) je etruščanska grobna komora, tako nazvana zbog sučeljenih leoparda naslikanih iznad scene banketa. Grobnica se nalazi u okviru nekropole Monterozzi i datira oko 480–450. pr. Kr. Slika je jedan od najbolje očuvanih freski iz Tarquinije, i poznata je po "živahnim bojama i animiranim prikazima bogatim gestama".
Banketeri su "elegantno odjeveni" muško-ženski parovi koje poslužuju dva gola dječaka koji nose pribor za posluživanje. Žene su prikazane svijetle puti, a muškarci tamnopute, u skladu s rodnim konvencijama uspostavljenim na Bliskom Istoku, Egiptu i arhaičnoj Grčkoj. Raspored tri para predočava triklinij rimske blagovaonice. Glazbenici su na zidovima s lijeve i desne strane banketa. S desne strane, ovjenčanih likova i glazbenika prilazi banketu; slijeva se šest glazbenika i nosača darova pojavljuje u još veličanstvenijoj povorci.
Čovjek na krajnjem desnom kauču drži jaje, simbol regeneracije, a ostali banketeri drže vijence. Ovakvi prizori obično predstavljaju pokojnikov pogrebni domjenak ili obiteljski objed koji bi se održavao na godišnjicu njegove smrti. Predstavlja se kao slavlje života, dok su etrurski prizori banketa u ranijim grobnicama imali sumorniji karakter. Čini se da se prizor odvija na otvorenom, među vitkim drvećem i raslinjem, možda pod krošnjama.
Iako su likovi izrazito etrurski, umjetnik središnjeg banketa oslanja se na trendove u grčkoj umjetnosti i označava prijelaz iz arhaičnog u ranoklasični stil u etrurskoj umjetnosti. Povorke slijeva i zdesna izrazitije su arhaične i izvodili su ih različiti umjetnici.
Grobnica je otkrivena 1875. godine. Dvadesetih godina 20. stoljeća David Herbert Lawrence je sliku opisao u svojim putopisnim esejima Skice etrurskih mjesta:
Zidovi ove male grobnice ples su pravog užitka. Čini se da u sobi još uvijek žive Etruščani iz šestog stoljeća prije Krista, živopisni ljudi koji prihvaćaju život i koji su zacijelo živjeli u stvarnosti. Dolaze plesači i svirači glazbe, krećući se u širokom frizu prema prednjem zidu grobnice, zidu okrenutom prema nama dok ulazimo s tamnih stepenica i gdje se banket odvija u punom sjaju. ... Dakle, sve je u boji, a čini se da uopće nismo pod zemljom, već u nekoj veseloj komori prošlosti.
Umjetnički se slika smatra manje sofisticiranom i gracioznom od one koja se nalazi u Grobnici Bigasa ili Grobnici Tricliniuma.